# LINDBERG XIII
『LINDBERG XIII』（リンドバーグ・サーティーン）はLINDBERGの13枚目のオリジナル・アルバム。
2001年3月28日発売。発売元はユニバーサルミュージックのポリドール。

## 解説
1999年の渡瀬マキの出産に伴い、バンド活動を休止していたため、前作から1年4ヶ月ぶりのリリースとなった。
その間にレコード会社も移籍した。
前作同様セルフプロデュース作品であり、編曲は神長弘一と共同で行っている。
本作のレコーディングに当たって、「LINDBERGらしさとは何か?」と言う基本的な所から話し合ったと語っており、最終的に「絶対的なポップ感」と言う答えに辿り着き、そのポップ感を意識して制作して行ったことを当時のインタビューで語っている。
次作『LINDBERG XIV』はインディーズからのリリースとなるため、ポリドールからリリースされたのは、32ndシングル「frosty love」と本作のみである。

## 収録曲
| 全作詞: 渡瀬マキ、全編曲: LINDBERG・神長弘一。 |                                    |           |          |      |
| #                                              | タイトル                           | 作詞      | 作曲     | 時間 |
| 1.                                             | 「frosty love」                    | 渡瀬マキ  | 小柳昌法 | 3:18 |
| 2.                                             | 「Happy-Go-round」                 | 渡瀬マキ  | 平川達也 | 3:23 |
| 3.                                             | 「The first kiss in this century」 | 渡瀬マキ  | 小柳昌法 | 4:07 |
| 4.                                             | 「恋」                             | 渡瀬マキ  | 平川達也 | 3:19 |
| 5.                                             | 「Love is with you」               | 渡瀬マキ  | 平川達也 | 4:18 |
| 6.                                             | 「Soup」                           | 渡瀬マキ  | 川添智久 | 3:55 |
| 7.                                             | 「悲しい胸騒ぎ」                   | 渡瀬マキ  | 平川達也 | 4:30 |
| 8.                                             | 「54☆54（Instrumental）」          | 渡瀬マキ  | 平川達也 | 1:25 |
| 9.                                             | 「カワイイココロ」                 | 渡瀬マキ  | 川添智久 | 3:02 |
| 10.                                            | 「ジャングルブギー」               | 渡瀬マキ  | 小柳昌法 | 2:13 |
| 11.                                            | 「あの夏の日」                     | 渡瀬マキ  | 小柳昌法 | 3:56 |
| 12.                                            | 「星の見える丘の上に」             | 渡瀬マキ  | 小柳昌法 | 4:32 |
| 13.                                            | 「Have fun tonight?」              | 渡瀬マキ  | 平川達也 | 4:23 |
| 合計時間:                                      | 合計時間:                          | 合計時間: | 46:21    |      |

### 楽曲解説
1. frosty love
32枚目のシングル曲。フジテレビ『発掘!あるある大事典』エンディング曲。
2. Happy-Go-round
3. The first kiss in this century
4. 恋
5. Love is with you
6. Soup
7. 悲しい胸さわぎ
8. 54☆54（Instrumental）
9. カワイイココロ
10. ジャングルブギー
11. あの夏の日
12. 星の見える丘の上に
13. Have fun tonight?